# 6eis veinticinco
6eis veinticinco (Conocida inicialmente como Revista 6,25) es una revista deportiva española de publicación trimestral editada por la Federación Navarra de Baloncesto (FNB) como 'revista oficial' de la propia federación desde noviembre del año 2004.

## Historia
El primer número de la revista se publicó en noviembre de 2004, conteniendo únicamente ocho páginas y bajo el nombre de 6,25. Posteriormente, la revista fue incluyendo cada más información y ampliando el número de páginas editadas, produciéndose diversos cambios.
En noviembre de 2012, la revista cambió de formato por cuarta vez, siendo el nombre el cambio más significativo; 6eis veinticinco.

## Características
La revista, que es gratuita, está disponible en formato papel y digital.

## Directores
El director desde sus inicios hasta la actualidad ha sido José Ignacio Roldán.